# Alchemilla delitescens
Alchemilla delitescens es una especie de planta del género Alchemilla, perteneciente a la familia Rosaceae.

## Taxonomía
Alchemilla delitescens fue descrita por Plocek en 1986.

## Distribución
Se encuentra en el territorio de los Cárpatos occidentales.